# Leandra itatiaiae
Leandra itatiaiae là một loài thực vật có hoa trong họ Mua. Loài này được (Wawra) Cogn. mô tả khoa học đầu tiên năm 1886.